# 井坂善行
井坂 善行（いさか よしゆき、1955年（昭和30年）2月22日 - 2022年（令和4年）12月28日）は、日本の政治家。元大阪府和泉市長（1期）。元和泉市議会議員（4期）。元公益財団法人（旧）南アジア友好協会代表理事

## 経歴
大阪府和泉市出身。PL学園（硬式野球部）、追手門学院大学経済学部卒業。日刊スポーツ記者を経て、和泉市議会議員、和泉市長となる。
1977年（昭和52年）、日刊スポーツ新聞社に入社。阪急ブレーブス、阪神タイガース、近鉄バファローズ、パ・リーグキャップ、遊軍記者を担当後、プロ野球デスク。阪神の日本一（1985年）、近鉄の「10.19」や阪急・南海ホークスの球団売却（1988年）など、在阪球団の激動期に第一線の名物記者として活躍した。
1992年（平成4年）、和泉市議会議員選挙立候補のため退社。同年、和泉市議会議員選挙に立候補し初当選。以降、3選。

2003年（平成15年）、和泉市議会議員を辞職し、和泉市長選挙に立候補。和泉市長の稲田順三に敗れ落選した。

2004年（平成16年）、和泉市議会議員選挙に立候補し当選し、4選目を果たす。

2005年（平成17年）、当時の和泉市長の稲田順三が競売入札妨害容疑で逮捕され、辞職。これによる和泉市長選挙に立候補し、当選。

2009年（平成21年）、和泉市長選挙に立候補し、元和泉市議の辻宏康に敗れ落選した。4年後の2013年（平成25年）に立候補するも現職であった辻宏康に再度敗れ落選。

2014年（平成26年）、公益財団法人（旧）南アジア友好協会代表理事就任。

2022年（令和4年）、12月28日に膵臓（すいぞう）がんのため67歳で死去。。